# خدنگچه معمولی
خدنگچه معمولی (نام علمی: Crossarchus obscurus) نام یک گونه از سرده خدنگچه است.